# Double Identity
Double Identity è un film d'azione statunitense del 2009 per la regia di Dennis Dimster, con protagonista Val Kilmer.

## Trama
Nicholas Pinter, un medico americano di "Medici senza frontiere", è di stanza in Bulgaria, intento a fare il suo lavoro. Un giorno, mentre è in macchina per assistere a un parto, soccorre una giovane donna, che è inseguita da alcuni uomini. I due si scambiano un bacio appassionato e Nicholas decide di aiutarla, dandole un passaggio e facendola fuggire. Per una serie di circostanze fortuite, Nicholas viene scambiato per un certo John Charter (si scoprirà in seguito che è l'identità di uno dei migliori agenti della CIA di cui però nessuno conosce il vero volto), e capisce che lo vogliono uccidere. Non avendo ancora capito in cosa si è imbattuto, Nicholas incontra di nuovo la donna, che in realtà si chiama Katrine, la quale è in realtà un'agente sotto copertura che sta indagando su un traffico illecito di diamanti proveniente dall'Europa dell'Est. Nicholas, che nel frattempo si è innamorato, ricambiato, di Katrine, si troverà coinvolto in questo intrigo e alla fine dovrà proteggere Katrine dalle organizzazioni criminali che la vogliono morta. Riusciti entrambi a sopravvivere, Nicholas decide di tornare negli Stati Uniti, a New York, dove torna a svolgere la sua professione di medico, mentre Katrine si rifugia in Argentina. Un giorno riceve una telefonata da Katrine, che gli comunica che l'Argentina è piuttosto noiosa perché è sola senza di lui. Avvertendo però qualcosa di strano nella voce della ragazza, Nicholas si guarda intorno e vede Katrine poco più avanti a lui, sorridente. I due, dopo essersi abbracciati e baciati a lungo, si allontanano insieme.